# One (chaîne de télévision allemande)
Pour les articles homonymes, voir One.
One (stylisée one) est une chaîne de télévision numérique allemande appartenant à ARD. Elle se nommait Einsfestival jusqu'au 2 septembre 2016 et EinsFestival avant le 4 septembre 2009.
Le 28 juillet 2016, WDR déclare à la presse que EinsFestival sera rebaptisée One le 3 septembre 2016, pour devenir une chaîne  pour les gens âgés de 30 à 49 ans,.
Déjà, le 1er septembre 2016, le site Web et les performances sur Twitter et Facebook ont été converties en One.
OnAir fait la conversion, le 3 septembre, 2016, en commençant par la modification de l'identification de la chaîne de télévision à minuit et se terminant par l'ajustement des conceptions de la chaîne de télévision à 10 heures. Le but du changement de nom est une forte élévation du profil en tant que chaîne de divertissement et une réponse plus forte de moins de 30 ans.

## Histoire de la chaîne
La chaîne cible un public âgé de 30-49 ans, et diffuse principalement des films, des séries, des documentaires, des magazines et des émissions musicales.

## Identité visuelle

### Logos

Logo de Einsfestival du 30 août 1997 à avril 2005
Logo de Einsfestival d'avril 2005 à octobre 2005
Logo de Einsfestival d'octobre 2005 à septembre 2009
Logo de Einsfestival depuis septembre 2009 au 2 septembre 2016
Logo de Einsfestival HD de septembre 2009 au 2 septembre 2016
Logo de One depuis le 3 septembre 2016
Logo de One avec le slogan
Logo de One HD à partir du 3 septembre 2016

## Programmes
- EINSWEITER
- NightWash
- Coldmirror